# Egebjerg (Odsherred)
Egebjerg is een plaats in de Deense regio Seeland, gemeente Odsherred. De plaats telt 416 inwoners (2008).